# Helmut Lamprecht
Helmut Lamprecht (geboren am 7. April 1925 in Ivenrode; gestorben am 2. Februar 1997 in Bremen) war ein deutscher Rundfunkredakteur und als Schriftsteller vor allem Lyriker.

## Leben
Helmut Lamprecht wurde in Ivenrode bei Magdeburg als Sohn von Margarete Lamprecht, geborene Tiedemann, und des Dorfschullehrers Hans Lamprecht geboren, Er war von 1943 bis 1945 Soldat, machte 1946 das Abitur in Halle und studierte danach in Halle und Frankfurt am Main Germanistik, Philosophie, Geschichte und Soziologie. In Frankfurt war er Schüler von Max Horkheimer und begegnete der Kritischen Theorie Adornos, was seine geistige Entwicklung maßgeblich bestimmen sollte. 1958 wurde er mit einer Arbeit über Wilhelm Raabe zum Dr. phil. promoviert.
Er arbeitete zunächst als Redakteur beim Hessischen Rundfunk und wechselte dann zu Radio Bremen, wo er 1977 Leiter der Hauptabteilung „Kulturelles Wort“ wurde. Er war verheiratet mit der Lehrerin Grete Lamprecht, geborene Samen, hatte zwei Kinder (Henriette und Hans-Rudolf), lebte in Bremen-Oberneuland und ging 1990 in den Ruhestand.
Bereits 1953 war in der Eremitenpresse von V. O. Stomps ein erster Gedichtband erschienen.
In den folgenden Jahren veröffentlichte er Lyrik in Anthologien und Zeitschriften, eine Reihe von Bänden mit Sprüchen und Aphorismen und außerdem mehrere soziologische Studien.
Er wirkte auch als Herausgeber verschiedener Anthologien, vor allem zeitgenössischer und politischer Lyrik.
Seit 1968 war er Mitglied des deutschen PEN-Zentrum der Bundesrepublik Deutschland.

## Werke
- Gedichte. Eremiten-Presse, Frankfurt a. M. 1953.
- Studien zur epischen Zeitgestaltung in Wilhelm Raabes Roman „Das Odfeld“. Dissertation Frankfurt a. M. 1958.
- teenager und manager. Essay. Schünemann, Bremen 1960.
- Erfolg und Gesellschaft. Kritik des quantitativen Denkens. Rütten & Loening, München 1964.
- Die Hörner beim Stier gepackt. Aphorismen, Epigramme, Gedichte. Gebühr, Stuttgart 1975, ISBN 3-920014-15-4.
- Früher hat Lächerlichkeit getötet. 155 Bedenksätze. Verlag Atelier im Bauernhaus, Fischerhude 1979, ISBN 3-88132-201-9.
- Achill und die Schildkröte. Anthropologische Aspekte zur Kulturgeschichte der Geschwindigkeit. Essay. Ed. Pongratz, Hauzenberg 1988, ISBN 3-923313-49-7.

als Herausgeber
- Ungewisser Tatbestand. 16 Autoren variieren ein Thema. Dtv, München 1964.
- Deutschland Deutschland. Politische Gedichte vom Vormärz bis zur Gegenwart. Schünemann, Bremen 1969.
- Wenn das Eis geht. Temperamente und Positionen. Ein Lesebuch zeitgenössischer Lyrik. Verlag Atelier im Bauernhaus, Fischerhude 1983, ISBN 3-88132-212-4, und 1985.
- Vom Fliegen. Gedichte, Prosa, Bilder. Insel, Frankfurt am Main 1990, ISBN 3-458-32944-7.